# 크시슈토프 바지하
크시슈토프 "크리스토프" 이레네우시 바지하(폴란드어: Krzysztof Ireneusz Warzycha ˈkʂɨʂtɔf vaˈʐɨxa[*], 그리스어: Κριστόφ Βαζέχα, 1964년 11월 17일, 카토비체 ~)는 은퇴한 폴란드의 프로 축구 선수이다. 그는 대부분의 현역 기간을 그리스 클럽 파나티나이코스에서 보냈다.

## 클럽 경력

### 루흐 호주프
크시슈토프는 폴란드 클럽 루흐 호주프에서 활약할 당시 1988-89 시즌에 폴란드 리그를 우승했고, 같은 시즌에 리그 득점왕을 차지했다.

### 파나티나이코스
크시슈토프 바지하는 1989년 12월에 파나티나이코스에 합류해 5차례의 알파 에트니키 (1989-90, 1990-91, 1994-95, 1995-96, 2003-04) 와 5차례의 그리스 컵 (1990-91, 1992-93, 1993-94, 1994-95, 2003-04) 과 2차례의 그리스 슈퍼컵 (1993, 1994)를 우승했으며, 3차례 알파 에트니키 득점왕 (1993-94, 1994-95, 1997-98) 에 올랐다.
그는 파나티나이코스의 역대 최다 득점자로 클럽의 우상으로 추앙받고 있다. 바지하는 그리스 리그에서 활약한 최고 외국인 선수들 중 한명으로 손꼽힌다. 그는 1994-95 시즌에 리그 우승팀에서 활약한 두명의 폴란드인들 중 한명으로, 그와 함께했던 같은 국적의 동료 이름은 유제프 반지크이며, 그는 시즌 경기에서 수차례 무실점으로 상대 공격을 막아냈다.

#### 가장 중요한 골
1996년 4월 3일, 바지하는 암스테르담 올림픽 경기장에서 열린 아약스와의 경기에서 그의 현역 시절 가장 중요한 골 (나중에 회고 인터뷰에서 밝힘) 을 득점했고, 아약스에게 4년만에 첫 홈경기 패배를 안겨다주었고, 이 경기는 아약스가 구장을 옮기기 전에 치른 마지막 홈경기였다.

#### 첫 득점자
2000-01 시즌 말, 바지하는 352경기에 출전해 235골을 득점하는 경이로운 기록을 세웠고, 90년대에 세 차례 (1993-94 시즌, 1994-95 시즌, 그리고 1997-98 시즌) 알파 에트니키 득점왕에 올랐다. 그는 UEFA 챔피언스리그에도 출전해 인상적인 기록을 남겼으며, 1995-96 시즌에 파나티나이코스의 9경기에 출전해 6골을 넣어 팀의 4강행에 일조했다. 모든 UEFA 챔피언스리그 경기를 통틀어 8골을 넣은 바지하는 폴란드 국적의 대회 최다 득점자로 이름을 올리고 있다.
2001년 4월 29일, 이오니코스전에서, 크시슈토프 바지하는 그리스 무대에서의 233호골을 기록해 미미스 파파이오안누와 역대 최다 득점 기록 2위의 동률을 이루었다. 이후 바지하는 234호골 득점에도 성공해 이 부문에서 단독 2위가 되었다.
그는 1998년에 그리스 국적을 취득했다. 2004년, 그는 현역 은퇴를 선언했다.

## 국가대표팀 경력
그는 폴란드 국가대표로 50경기에 뛰어 9골을 넣었다. 그가 치른 마지막 국가대표팀 경기는 1997년 4월, 나폴리에서 열린 이탈리아와의 경기 (0-3 패)였다.

### 국가대표팀 득점 기록
| #  | 날짜             | 경기장                                            | 상대           | 점수 | 결과 | 대회                      |
| -- | ---------------- | ------------------------------------------------- | -------------- | ---- | ---- | ------------------------- |
| 1. | 1988년 10월 19일 | 스타디온 슬롱스키, 호주프, 폴란드                 | 알바니아       | 1–0  | 1–0  | 1990년 FIFA 월드컵 예선전 |
| 2. | 1989년 2월 7일   | 코스타리카 국립 경기장, 산호세, 코스타리카        | 코스타리카     | 0–1  | 2–4  | 친선경기                  |
| 3. | 1989년 2월 7일   | 코스타리카 국립 경기장, 산호세, 코스타리카        | 코스타리카     | 0–3  | 2–4  | 친선경기                  |
| 4. | 1989년 2월 12일  | 에스타디오 마테오 플로레스, 과테말라 시, 과테말라 | 과테말라       | 0–1  | 0–1  | 친선경기                  |
| 5. | 1992년 5월 19일  | 슈타디온 레헨, 잘츠부르크, 오스트리아             | 오스트리아     | 1–3  | 2–4  | 친선경기                  |
| 6. | 1992년 5월 27일  | 시립 경기장, 야스트솅비에-즈드루이, 폴란드        | 체코슬로바키아 | 1–0  | 1–0  | 친선경기                  |
| 7. | 1993년 5월 19일  | 산마리노 스타디움, 세라발레, 산마리노             | 산마리노       | 0–3  | 0–3  | 1994년 FIFA 월드컵 예선전 |
| 8. | 1996년 8월 27일  | GKS 경기장, 베우하투프, 폴란드                    | 키프로스       | 1–0  | 2–2  | 친선경기                  |
| 9. | 1996년 11월 10일 | 카토비체 GKS 경기장, 카토비체, 폴란드             | 몰도바         | 2–0  | 2–1  | 1998년 FIFA 월드컵 예선전 |

## 감독 경력
2009년 12월 8일, 파나티나이코스는 헹크 텐 카터를 떠나보낸 뒤에 바지하는 니코스 니오플리아스의 수석 코치로 임명되었다.
2012년 3월 1일, 크시슈토프는 델타 에트니키의 클럽 에갈레오의 사령탑으로 임명되면서 감독직에 입문했다.
2012년 크시슈토프 바지하는 포키코스의 감독이 되었다.

## 통계

### 클럽
| 파나티나이코스 | 파나티나이코스 | 파나티나이코스 |
| 시즌           | 출장           | 골             |
| -------------- | -------------- | -------------- |
| 1989-90        | 21             | 14             |
| 1990-91        | 33             | 18             |
| 1991-92        | 25             | 12             |
| 1992-93        | 37             | 36             |
| 1993-94        | 35             | 26             |
| 1994-95        | 37             | 32             |
| 1995-96        | 43             | 25             |
| 1996-97        | 44             | 25             |
| 1997-98        | 36             | 19             |
| 1998-99        | 38             | 10             |
| 1999-2000      | 48             | 19             |
| 2000-01        | 22             | 9              |
| 2001-02        | 34             | 8              |
| 2002-03        | 21             | 13             |
| 2003-04        | 9              | 0              |
| 그리스 합계    | 503            | 288            |

2015년 1월 27일 기준

(영어) 크시슈토프 바지하 - National Football Teams

## 이후
그는 2014년 그리스 지방 선거에서 신민주주의당의 지원으로 아테네 자치단체 후보로 출마했다. 그는 독립 그리스인으로 2015년 그리스 국회 선거에 국회의원 후보로 출마했으나 낙선했다.

## 수상
바지하의 현역 시절 유럽에서 골 결정력으로 알려졌다. 2001년, IFFHS는 가장 결정력이 좋은 골잡이 부문의 3위에 그의 이름을 올렸다.